# Leprous
Leprous – norweski zespół muzyczny wykonujący metal progresywny. Powstał w 2001 roku w Notodden w regionie Telemark. Skład grupy utworzyli gitarzysta i wokalista Tor Oddmund Suhrke, klawiszowiec i wokalista Einar Solberg, gitarzysta Esben Meyer Kristensen, basista Stian Lonar oraz perkusista Truls Vennman. W 2002 roku Lonara zastąpił Halvor Strand. Ponadto szeregi Leprous uzupełnił gitarzysta Kenneth Solberg. Natomiast rok później z grupą rozstał się Kristensen.
W 2004 roku ukazało się pierwsze demo formacji pt. Silent Waters. Wkrótce potem Kennetha Solberga zastąpił Øystein Landsverk. Rok później Vennmana zastąpił Tor Stian Borhaug. W 2006 roku grupa zarejestrowała drugie demo zatytułowane Aeolia. W 2007 roku z grupy odszedł Tor Stian Borhaug w którego miejsce został przyjęty Tobias Ørnes Andersen. Debiutancki album formacji zatytułowany Tall Poppy Syndrome ukazał się 5 maja 2009 roku nakładem wytwórni muzycznej Sensory Records. Rok później basista Halvor Strand odszedł z zespołu. W 2011 roku funkcję basisty objął Rein T. Blomquist. 19 sierpnia tego samego roku nakładem InsideOut Music ukazał się drugi album zespołu pt. Bilateral. Nagrania były promowane teledyskiem do utworu "Restless".
20 maja 2013 roku do sprzedaży trafił trzeci album studyjny grupy pt. Coal. W ramach promocji do pochodzącej z płyty piosenki "The Cloak" powstał wideoklip. Był to ostatni album z udziałem Blomquista, którego zastąpił Martin Skrebergene. Rok później skład grupy opuścił Tobias Ørnes Andersen. Zastąpił go Baard Kolstad, który współpracował z grupą wcześniej jako muzyk koncertowy. Czwarty album Leprous zatytułowany The Congregation ukazał się 25 maja 2015 roku. Przed nagraniami z zespołu odszedł Martin Skrebergene, którego zastąpił muzyk sesyjny Simen Daniel Børven. Materiał był promowany teledyskiem do utworu "The Price". Produkcja odniosła, prawdopodobnie, największy sukces komercyjny w historii działalności zespołu. Płyta trafiła na listy przebojów w Finlandii, Belgii, Niemczech i Holandii.

## Muzycy
| Obecny skład zespołu - Einar Solberg – instrumenty klawiszowe, wokal prowadzący (od 2001) - Tor Oddmund Suhrke – gitara, wokal wspierający (od 2001) - Baard Kolstad – perkusja, instrumenty perkusyjne (od 2014) - Simen Børven – bass, wokal wspierający (od 2015) - Robin Ognedal – gitara, wokal wspierający (od 2017) Muzycy koncertowi - Simen Daniel Børven – gitara basowa (od 2015) - Petter Hallaråker – gitara (od 2015) - Baard Kolstad – perkusja, instrumenty perkusyjne (2013) |  | Byli członkowie zespołu - Stian Lonar – gitara basowa (2001-2002) - Truls Vennman – perkusja, instrumenty perkusyjne (2001-2005) - Esben Meyer Kristensen – gitara (2001-2003) - Halvor Strand – gitara basowa (2002-2010) - Kenneth Solberg – gitara (2002-2003, 2003-2004) - Tor Stian Borhaug – perkusja, instrumenty perkusyjne (2005-2007) - Tobias Ørnes Andersen – perkusja, instrumenty perkusyjne (2007-2014) - Rein T. Blomquist – gitara basowa, wokal wspierający (2011-2013) - Martin Skrebergene – gitara basowa (2013-2015) - Øystein Landsverk – gitara, wokal wspierający (2004-2017) |

## Dyskografia
| Tall Poppy Syndrome         | - Data: 5 maja 2009 - Wydawca: Sensory Records          | —  | —  | —  | —   | —   |
| Bilateral                   | - Data: 19 sierpnia 2011 - Wydawca: InsideOut Music     | —  | —  | —  | —   | —   |
| Coal                        | - Data: 20 maja 2013 - Wydawca: InsideOut Music         | —  | —  | —  | —   | —   |
| The Congregation            | - Data: 25 maja 2015 - Wydawca: InsideOut Music         | 39 | 66 | 78 | 167 | 190 |
| Malina                      | - Data: 17 czerwca 2017 - Wydawca: InsideOut Music      | 23 | 68 | 34 | 52  | 138 |
| Pitfalls                    | - Data: 25 października 2019 - Wydawca: InsideOut Music |    |    |    |     |     |
| Aphelion                    | - Data: 27 sierpnia 2021 - Wydawca: InsideOut Music     |    |    |    |     |     |
| "—" album nie był notowany. |                                                         |    |    |    |     |     |

## Teledyski
| Tytuł             | Rok  | Reżyseria                          | Album            | Źródło |
| ----------------- | ---- | ---------------------------------- | ---------------- | ------ |
| „Restless”        | 2011 | David Soljborg, Kjetil Kolbornsrud | Bilateral        | [ 4 ]  |
| „The Cloak”       | 2013 | —                                  | Coal             | [ 4 ]  |
| „The Price”       | 2015 | Twitchy Films                      | The Congregation | [ 7 ]  |
| "Below"           | 2019 | Dariusz Szermanowicz               | Pitfalls         | [ 13 ] |
| "Castaway Angels" | 2020 | Tobias Hole Aasgaarden             | -                | [ 14 ] |

## Nagrody i wyróżnienia
| Rok  | Kategoria | Tytułem          | Nagroda                | Nota      | Źródło |
| ---- | --------- | ---------------- | ---------------------- | --------- | ------ |
| 2016 | Metal     | The Congregation | Spellemannprisen, 2015 | Nominacja | [ 15 ] |